# Samuel von Hyltéen
Samuel von Hyltéen, före 1714 Hylteen, född 13 november 1671, död 8 maj 1738, var en svensk friherre och ämbetsman. Han var bror till Anders von Hyltéen och morfar till Samuel Henrik Horn.
Samuel von Hyltéen, som adlades 1714, blev efter många års juridikstudier i Uppsala och några års tjänstgöring i kansliet 1710 assessor i Svea hovrätt, 1716 lagman i Skånska lagsagan (Kristianstads läns lagsaga 1718-1719) samt 1719 den förste landshövdingen i Kristianstads län, efter att den siste guvernören över Skåne, Carl Gustaf Hårdh, avslutat sitt ämbete. Samma år upphöjdes han i friherrligt stånd.
Politiskt stod Hyltéen brodern nära och utövade även han ett stort inflytande vid 1719 års riksdag men var även väl sedd av Ulrika Eleonora och uppsatte det brev, vari hon avsade sig arvsrätten. År 1723 åtalades Hyltéen för ämbetsfel och 1728 för att ej ha ingripit mot överstelöjtnant Olof Dagström vid dennes beskyllning mot Fredrik I för delaktighet i Karl XII:s mord. Han suspenderades samma år men återinsattes 1731 i sitt ämbete genom ständernas ingripande.